# Katolická církev v Gruzii
Katolická církev v Gruzii je součástí všeobecné katolické církve pod vedením papeže a Svatého stolce. Katolíci tvoří v zemi menšinu (většina je pravoslavná; katolíků je v zemi asi 110000, tedy 2,5 % obyvatelstva).

## Organizační struktura
Všichni katoličtí věřící různých ritů spadají pod jurisdikci Apoštolské administratury Kavkazu, s výjimkou věřících arménského ritu, kteří spadají pod Arménský ordinariát pro východní Evropu.

## Apoštolská nunciatura
Od roku 1992 má země standardní vztahy ke Svatému stolci, a tak v zemi působí apoštolský nuncius, který reprezentuje Svatý stolec také v Arménii.